# Here's Little Richard
Here's Little Richard es el primer álbum de estudio del cantante Little Richard, lanzado en marzo de 1957. El álbum contiene seis éxitos que habían alcanzado el Top 40 del año anterior, algunos de los cuales fueron incluidos en esta grabación. El álbum alcanzó el n.º 13 en la lista Billboard Pop Albums. En 2003, el álbum fue colocado en la posición 50 en la lista de los 500 mejores álbumes de todos los tiempos elaborada por la revista Rolling Stone. El álbum contiene dos de los mayores éxitos de Richard, "Long Tall Sally", que alcanzó el n.º 6 en las listas de pop de EE. UU., y "Jenny, Jenny", que alcanzó el n.º 10 en las listas de pop de EE. UU.

## Lista de canciones
1. "Tutti Frutti" (Richard Penniman, Dorothy LaBostrie, Joe Lubin) – 2:25
2. "True Fine Mama" (Penniman) – 2:43
3. "Can't Believe You Wanna Leave" (Leo Price) – 2:28
4. "Ready Teddy" (Robert Blackwell, John Marascalco) – 2:09
5. "Baby" (Penniman) – 2:06
6. "Slippin' and Slidin' (Peepin' and Hidin')" (Penniman, Eddie Bocage, Albert Collins, James Smith) – 2:42
7. "Long Tall Sally" (Enotris Johnson, Blackwell, Penniman) – 2:10
8. "Miss Ann" (Penniman, Johnson) – 2:17
9. "Oh Why?" (Winfield Scott) – 2:09
10. "Rip It Up" (Blackwell, Marascalco) – 2:23
11. "Jenny, Jenny" (Johnson, Penniman) –2:04
12. "She's Got It" (Marascalco, Penniman) –2:26

## Personal
- Little Richard - voz, piano (excepto los temas 5 y 9)
- Lee Allen - saxofón tenor (excepto los temas 2 y 12)
- Alvin "Red" Tyler - saxo barítono (excepto los temás 2 y 12)
- Frank Campos - bajo (excepto los temas 2 y 12)
- Earl Palmer - batería (excepto los temas 2 y 12)
- Edgar Blanchard - guitarra (excepto los temas 1, 2, 5, 9 y 12)

### Personal adicional
- Justin Adams - guitarra, del tema 1 y 5
- Huey Smith - piano, del tema 1 y 5
- Renald Richard - trompeta, del tema 2
- Clarence Ford - saxofón tenor, saxofón barítono, del tema 2
- Joe Tillman - saxofón tenor, del tema 2
- William "Frosty" Pyles - guitarra, del tema 2
- Lambert Lloyd - bajo, del tema 2
- Oscar Moore - batería, del tema 2
- Roy Montrell - guitarra, del tema 9
- Wilbert Smith - saxofón tenor - del tema 2
- Grady Gaines - saxofón tenor, el 12 de
- Clifford Burks - saxofón tenor, del tema 12
- Jewell Grant - saxofón barítono, del tema 12
- Nathaniel Douglas - guitarra, del tema 12
- Olsie Richard Robinson - bajo, del tema 12
- Charles Connor - batería, del tema 12

## Posicionamiento
Álbum
| Año  | Lista                | Posición |
| ---- | -------------------- | -------- |
| 1957 | Billboard Pop Albums | 13       |

Sencillos
| Año  | Sencillo          | Lista                   | Posición |
| ---- | ----------------- | ----------------------- | -------- |
| 1956 | "Long Tall Sally" | Billboard Black Singles | 1        |
| 1956 | "Long Tall Sally" | Billboard Pop Singles   | 6        |
| 1956 | "Ready Teddy"     | Billboard Black Singles | 8        |
| 1956 | "Ready Teddy"     | Billboard Pop Singles   | 44       |
| 1956 | "Rip It Up"       | Billboard Black Singles | 1        |
| 1956 | "Rip It Up"       | Billboard Pop Singles   | 17       |
| 1957 | "Jenny, Jenny"    | Billboard Black Singles | 2        |
| 1957 | "Jenny, Jenny"    | Billboard Pop Singles   | 10       |
| 1957 | "Miss Ann"        | Billboard Black Singles | 6        |
| 1957 | "Miss Ann"        | Billboard Pop Singles   | 56       |
| 1957 | "True Fine Mama"  | Billboard Black Singles | 15       |
| 1957 | "True Fine Mama"  | Billboard Pop Singles   | 68       |

- Datos: Q1035513